# Phoroncidia ellenbergeri
Phoroncidia ellenbergeri là một loài nhện trong họ Theridiidae.
Loài này thuộc chi Phoroncidia. Phoroncidia ellenbergeri được Lucien Berland miêu tả năm 1913.